# La Fille du sonneur
La Fille du sonneur je francouzský němý film z roku 1906. Režisérem je Albert Capellani (1874–1931). Film trvá zhruba 10 minut.

## Děj
Starý muž zavrhne svoji dceru kvůli jejímu poměru se špatným mužem. Ten mladou ženu opustí ve chvíli, kdy porodí dítě. Matce nezbývá nic jiného než svěřit dítě svému otci, který se o vnučku začne starat, jak nejlépe umí. Když se matka jednoho dne pokusí setkat se svým malým dítětem, dědeček s tím nechce souhlasit, ale nakonec se s dcerou kvůli malé dívce usmíří.